# O Pacto de Gomes Pais e Ramiro Pais
O Pacto entre Gomes Pais e Ramiro Pais da Silva (ou simplesmente O Pacto dos irmãos Pais.) é o título dado a um documento, escrito maioritariamente em galego-português, que regista um pacto de não-agressão e defesa mútua entre dois irmãos nobres.  Poderá ter sido escrito em Santa Maria de Arnoso, conservado durante séculos nos fundos documentais da Mitra de Braga, e encontra-se atualmente na Torre do Tombo, em Lisboa.

## Datação e importância histórica
Apesar de não possuir qualquer data, é datável criticamente como anterior a 15 de abril de 1175, o que o torna o mais antigo documento escrito em língua galaico-portuguesa (ou simplesmente em português) que chegou aos nossos dias.  A definição desse texto como romance, em vez de latim vulgar, baseia-se em critérios linguísticos.

## Texto
O texto do documento é curto e ocasionalmente de difícil interpretação:[carece de fontes?]

 Ego Gomenze Pelaiz facio a tibi irmano meo Ramiru Pelaiz isto plazo ut non intret meo maiordomo inilla villa super vostros homines deslo mormuiral. & de inde antre as casas d’Ousenda Grade & d’Elvira Grade. & inde pora pena longa & de ista parte perilla petra cavada de Sueiro Ramiriz dou vobis isto que sejades meo amico bono. & irmano bono & que adjuderis me contra toto homine fora el rei & suos filios. & si Pelagio Soariz. ou Menendo Pelaiz. ou Velasco Pelaiz. ou Petro Martiniz. Daquele que torto fezer a Don Ramiru. ou a Don Gomeze si quiser caber en dereito & se non ajudarmonos contra illos. Des illo mormoiral ata en frojom non laver {jure} mala Dos ergo illos que abet hodie fora se ganar herdade de gavaleiros ou de engeoida. & in vostra herdade habet tal foro quale dóóspital.  & herdade for de penores & ibi morar suo dono dar calupnia & fosadeira & si se for dela abere tal foro quomodo vostros herdades.  Se {homenem} entrar enaquela vila que torto tenia a Don Gomeze dar dereito dele si seu for de Don Ramiro {quen} de fora venia. & {quen} isto plazo exierit ad vos Ramiro Pelaiz se erar coregelo & se non {q} volverit peitar quinientos soldos. jsto pleito est taliado de isto maio que venit ad.IJs. anos.